# Milltown, Indiana
Milltown är en ort i Crawford County och Harrison County i delstaten Indiana, USA.